# Sprožilec
Sprožilec (pogovorno tudi petelin) je del strelnega orožja, ki povzroči izstrelitev krogle iz cevi. Poleg strelnega orožja imajo sprožilec tudi samostreli. V tem primeru pritisk na sprožilec sproži tetivo in povzroči izstrelitev puščice.

## Delovanje
Sprožilec deluje tako, da s prstom pritisnemo nanj in tako s kinetično energijo povzročimo drugo akcijo, ki vodi v aktivacijo naboja ali puščice. Poznamo več vrst delovanja sprožilcev

### Sprožilec enojnega delovanja
Sprožilec enojnega delovanja (angleško single action trigger (SA)) deluje tako, da ga je pred prvim strelom vedno treba napeti kladivce. Pritisk na sprožilec tako povzroči padec kladivca in aktivacijo naboja preko udarne igle. Primer takega orožja je polavtomatska pištola Colt M1911. Prvi strel nato samodejno napne kladivce, tako da ga pred naslednjim strelom ni treba več ročno napenjati. Orožja z enojnim delovanjem sprožilca so tako na neki način varnejša, saj dovoljujejo varno nošenje orožja z nabojem v cevi in spuščenim kladivcem.

### Sprožilec dvojnega delovanja
Sprožilec dvojnega delovanja (angleško double action trigger (DA)) deluje tako, da s pritiskom na sprožilec hkrati izvedemo dve akciji, napenjanje in sproščanje kladivca. Sila, ki je potrebna za prvi strel v tem načinu delovanja mora biti posledično večja, kar zmanjšuje natančnost prvega strela. Tovrstno delovanje se lahko uporablja samo pri revolverjih, kjer se sicer hkrati z napenjanjem kladivca za naslednji strel obrne tudi bobnič in pripravi nov naboj za izstrelitev. Primer orožja, ki deluje v tem načinu je revolver Smith & Wesson model 19.

### Sprožilec s samo dvojnim delovanjem
Sprožilec s samo dvojnim delovanjem (angleško double action only trigger (DAO)) je poseben način delovanja sprožilca, ki je v športnem orožju dokaj redek. Pri tovrstnem delovanju kladivce nikoli ne ostane napeto, ampak je treba pri vsakem proženju sprožiti v načinu dvojnega delovanja. Streljanje s takim orožjem zahteva veliko mero zbranosti, saj je sila potrebna za proženje pri vsakem strelu veliko večja kot pri doslej omenjenih načinih.

### Sprožilec s kombiniranim načinom delovanja
Sprožilec s kombiniranim načinom delovanja (angleško double action/single action trigger (DA/SA)), poimenovan tudi klasični sprožilec z dvojnim delovanjem omogoča streljanje v obeh načinih, tako z enojnim delovanjem kot z dvojnim. Pri tem načinu se lahko strelec odloči na kakšen način bo izstrelil prvi strel. Ta način se uporablja tako pri pištolah kot pri revolverjih in je najbolj pogost.

### »Pre-set«delovanje sprožilca
Pri pištolah, kjer sta kladivce in udarna igla zamenjana s strikerjem (Glock 17, Steyr M9, Caracal F in podobne pištole) je odsotnost kladivca zahtevala novo rešitev. V tem primeru je striker vedno v na pol pripravljenem položaju, pritisk na sprožilec pa striker le pomakne za nekaj milimetrov nazaj in ga sprosti, vzmet, ki je nameščena okoli strikerja pa ga nato spet postavi v predpripravljen (pre-set) položaj. Sila, potrebna za proženje in hod sprožilca sta posledično večja (navadno nekje med silo, potrebno za enojno, in silo, potrebno za dvojno delovanje sprožilca).